# Solaris Alpino 8,6
Solaris Alpino 8,6, známý také pod názvem Solaris Urbino 8,6, je zcela nízkopodlažní midibus z autobusové řady Solaris Urbino, vyráběný mezi lety 2007 a 2018 společností Solaris Bus & Coach z Bolechowa u Poznaně v Polsku.

## Historie
Model autobusu je součástí řady Solaris Urbino. Prototyp autobusu debutoval na Transexpo Show v Kielcích v září 2006. Výroba začala na jaře 2007. V roce 2008 od něj byl odvozen model částečně nízkopodlažního autobusu Solaris Alpino 8,9 LE.
Prototyp měl motor Cummins ISBe4 250B o výkonu 183 kW a automatickou převodovkou Voith Diwa 854.5, autobus šlo osadit i převodovkou ZF. Motor splňuje běžnou normu Euro 4, použitím speciálních filtrů lze motor vylepšit na Euro 5 ale existovala i CNG verze.
V červenci 2008 podepsala společnost Solaris Bus & Coach dosud největší objednávku ve své historii s aténskou společností ETHEL na dodávku 320 autobusů, včetně 220 kusů Solaris Alpino s motory normy Euro 4. Dodávka byla provedena v první polovině roku 2009.
Jediné dva autobusy Alpino 8,6 v Česku si pořídil v letech 2013 a 2017 Dopravní podnik města Olomouce. Vozy č. 551 a 552 začal využívat primárně na lince 42 obsluhující areál Fakultní nemocnice Olomouc.

## Galerie

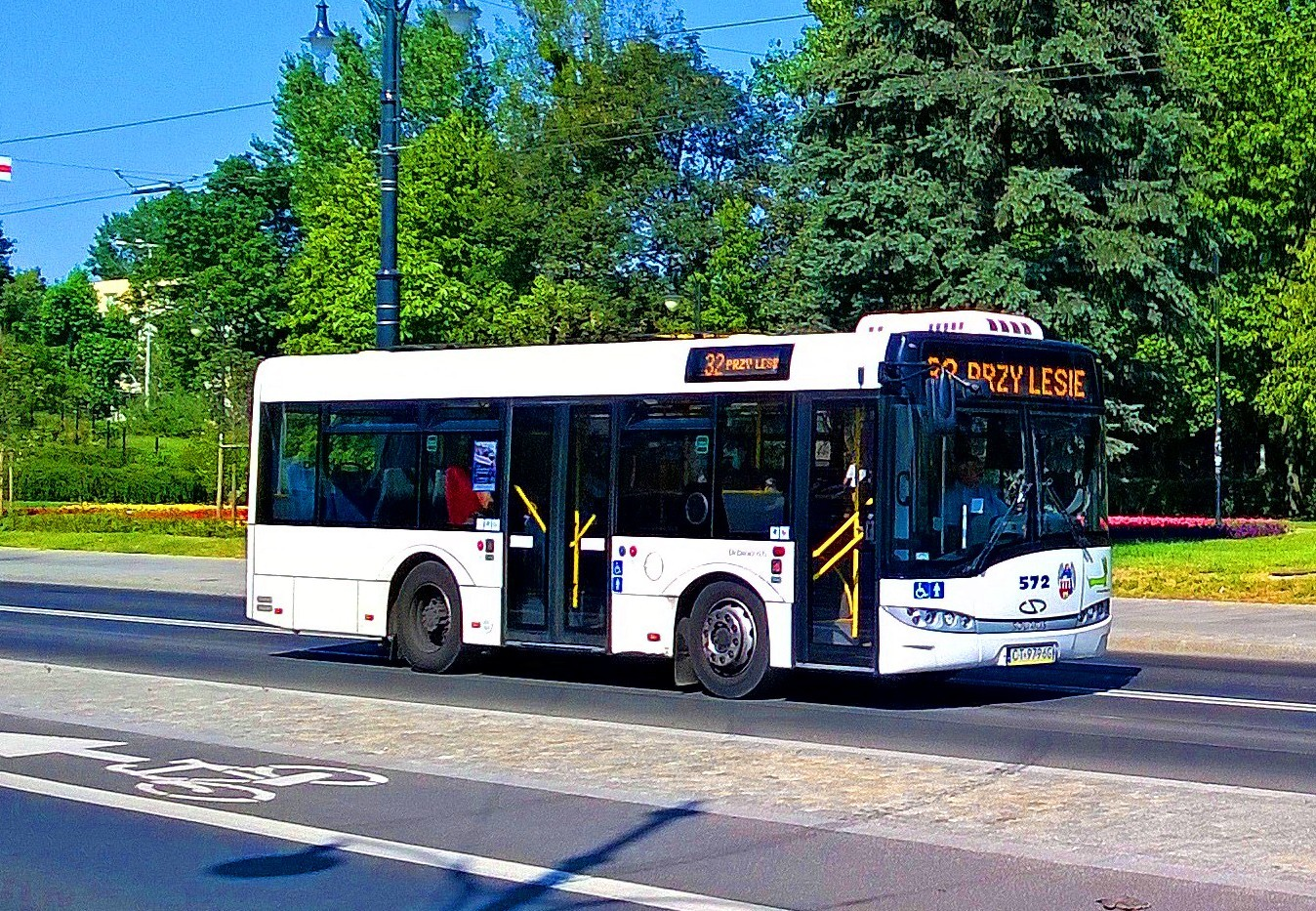
Solaris Alpino 8,6
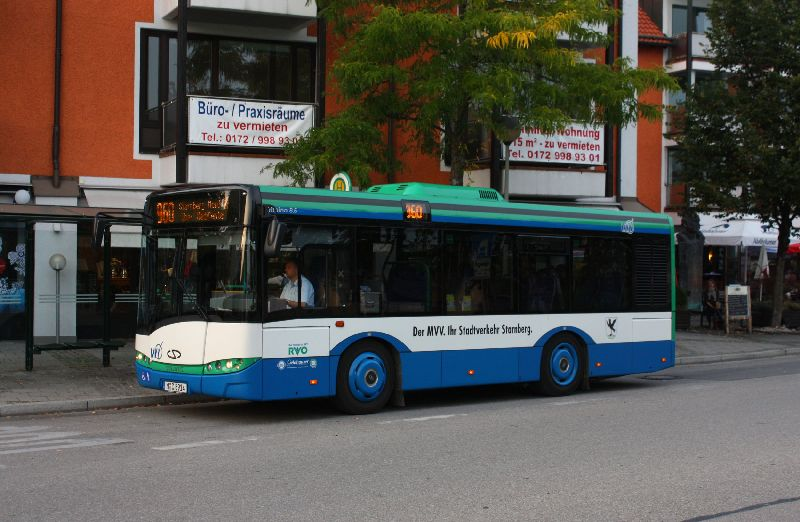
Solaris Alpino 8,6